# Монотеїзм
Монотеї́зм (від грец. μόνος monos — «єдиний» + θεός theos — «бог»; єдинобо́жжя) — віровчення про існування єдиного Бога, Творця всього сущого, видимого і невидимого, творіннями якого є всі інші істоти, як духовні, так і фізичні, що відрізняє його від генотеїзму або політеїзму, виключаючи існування інших, рівних йому божественних істот. Зазвичай монотеїсти приписують Богу риси досконалості, такі як всемогутність, всюдисущність, всезнання, а також найвище благо в етичному розумінні.
Визнаними монотеїстичними релігіями вважають три авраамічні релігії: юдаїзм, християнство та іслам, а також новіші релігії, що з'явилися на їхньому ґрунті — сикхізм, растафаріанство, бабізм i бахаїзм. Ідея єдиного Бога також присутня у зороастризмі та більшості різновидів індуїзму.

## Історія єдинобожжя
Люди прийшли до ідеї єдинобожжя ще в доісторичні, дописьменні часи. Початок історії єдинобожжя встановити тим більш складно, враховуючи те, що різні люди і народи вкладають у це поняття різні значення. Так на Близькому Сході єдинобожжя розглядалось як віра в єдиного Сущого (староєвр. Яхве), Творця і Господаря всесвіту, у Стародавній Індії і доісторичних культурах Америки це був Брахман або Всесвітній Дух, у греків — Єдиний, у культурах народів Великого Степу — Вічне Небо (Тенгрі) та ін.
Новий етап в історії єдинобожжя настав з появою писемності і перших святих Писань, деякі з яких надалі стали основою для відомих нині святих книг різних народів і культур, таких як Тора, Біблія, Коран, Веди та ін. Ці писання стали основою для різних традицій у рамках єдинобожжя, різних віровчень. Крім того, в усі часи в людському суспільстві продовжували існувати усні перекази, усна традиція, яка в деяких випадках суперечила письмовій (аж ніяк не все було записано, з тих чи інших причин).
Один з важливих поділів усередині єдинобожжя відбувся тоді, коли його прихильники розділилися на тих, які розглядали це вчення як їхню культурну традицію і світогляд винятково власної етнічної групи, і тих, які розглядали його як вчення, дане Богом для всього людства.
Ще один важливий поділ усередині єдинобожжя відбувся з появою у світі таких постатей, як Ісус Христос і Магомет. Саме після їхньої появи оформилися такі найважливіші напрями сучасного єдинобожжя, як християнство, мусульманство та сучасний юдаїзм. Основна відмінність між цими напрямками полягає в баченні природи Ісуса Христа й ставленні до вчення Магомета. Так, традиційне християнство розглядає Ісуса як втілення єдиного Бога, мусульманство — як одного з пророків і вчителя людства, але виступає проти ідеї розглядати його як Бога (наголошуючи на тому, що з погляду єдинобожжя — Бог один і не може бути рівних йому), а в руслі традиційного юдаїзму Ісус розглядається як єретик і відступник, який став причиною великої кількості злочинів, вчинених його послідовниками протягом останніх двох тисячоліть.

## Монотеїзм вабрамічних релігіях

### Монотеїзм в юдаїзмі
У юдаїзмі важливе значення відіграють тексти Святого Писання — Тори й Танаху. Про точний час появи віри в єдиного Бога там нічого не сказано, з точки зору тексту за часів праотців Авраама і Мойсея вона вже була відома людству, тобто Авраам і Мойсей не можуть розглядатися як її засновники, винахідники чи перші проповідники, а радше як великі праведники, як праотці єврейського народу, як люди, які багато зробили для поширення та утвердження єдинобожжя і заповідей Святого Писання у світі, і як люди заповіту.
Старовинна релігія ізраїльтян у часи Мойсея, була ймовірно генотеїстичною. Ягве був єдиним богом євреїв, але інші народи мали своїх богів, наприклад, Ваал вважався богом ханаанців. Тому перша заповідь декалогу Мойсея звучить «Хай не буде тобі інших богів передо Мною».
Релігія Мойсея вважається її прихильниками значним кроком уперед у духовному та етичному розвиткові людства. На відміну від релігій великих держав тієї епохи, таких як Єгипет, Вавилон чи Греція, мойсейова віра була вільна від аморальних міфів та жорстоких ритуалів. Ягве ставив своїм прихильникам високі етичні вимоги. У пізніший період юдаїстична концепція еволюціонувала. Ягве стає володарем Всесвіту, який обрав євреїв серед інших народів, щоб підготувати ґрунт для приходу месії.
Юдаїзм забороняє вшановувати зображення Бога, щоб підкреслити його нескінченну могутність та відрізнити його від язичницьких богів. Прихильники юдаїзму вважають обов'язком любити Бога, хоча найважливішим є страх перед його гнівом. Ім'я Бога (записане тетраграмою JHWH) вважається настільки святим, що людині не дозволяється його й вимовляти.

### Монотеїзм ухристиянстві

#### Тринітарна концепція
Переважна більшість християнських віросповідань є монотеїстичною і сповідують концепцію Трійці. Християнський монотеїзм формувався в юдейському оточенні і значною мірою в опозиції до юдаїзму фарисеїв. Пізніше християнство зазнало впливу грецької філософії.
У вчення про єдиного вічного Бога, Творця і Повелителя світів, яке наявне також у юдаїзмі й ісламі, вчення Христа вносить ідею Бога як Любові, ідею про любов Бога до своїх створінь, що люди є не так раби Божі, як його діти, і якщо людина це зрозуміє, вона спасеться.
За тринітарною концепцією Ісус є одвічним і єдиним Богом (а також і Сином Божим), який прийняв людський образ, цілком зберігаючи божественну природу, щоб визволити людство від гріха. Особиста відданість і присвята Ісусові є мотивом поведінки християнина. У визволенні людини від гріха допомагає Дух Святий, окреслений як Дух правди і життя, що стверджує людей у вірі, надії та любові. Три Божі особи вважаються рівними, нероздільними й однаковими у своїй природі, хоча і є трьома різними особами, тому окреслюється Бог як «у трійці єдиний».

#### Антитринитарна концепція
Антитринитарна концепція відкидає вчення про святу трійцю, вважаючи що вона не має достатнього обґрунтування у Святому письмі та недостатня для повного розуміння Божого об'явлення, зокрема Нового заповіту. Антитринитаристи поділяють юдейську концепцію Бога, який посилає Ісуса бути своїм земним намісником. За єврейською традицією шаліаху Месія може промовляти й бути описаним так, якби був самим Богом, проте він є лише представником Бога. Сучасні антитринитаристи висловлюють різні погляди на природу Бога та Ісуса. Широко інтерпретуючи біблійну заборону створення зображень Бога, частина з них намагається визначити Бога як трансцедентне буття, позачасове й нематеріальне, що присутнє в кожній людині. Для них Бог залишається загадкою, що неможливо описати у формалізованій формі, а характер пізнається лише через Боже об'явлення, тобто Біблію.

### Ісламський монотеїзм
Мусульмани вважають Бога найвищим володарем Всесвіту, єдиною досконалою і гідною поклоніння істотою. Аллах в Корані є практично тим самим Богом, що і Ягве у Старому заповіті, а концепція Трійці вважається мусульманами абсурдною через незрозумілість. Сама назва іслам означає підпорядкування себе волі Бога, яка проявляється в усіх подіях. Аллах є «всемогутнім, всезнаючим, справедливим господарем світу, творцем неба і землі, життя і смерті.».
Як і в християнстві, велика увага приділяється Божому милосердю. Згідно з ісламом, найтяжчим гріхом і єдиним, що не пробачається Богом, є поклоніння іншим богам, що включає не тільки культ святих (хоча шиїзм i суфізм приймає культ святих), але й надмірну прив'язаність до матеріальних благ чи коханої особи.

## Монотеїзм вдхармічних релігіях

### Індуїзм
Більшість індуїстів вірять у Бога на ім'я Брахман або Ішвара.
Монотеїстичні формулювання з'явилися у Ведах (в тому числі найстаршій Веді — Риґведі та пізніших текстах, наприклад Упанішадах). Індуїстський монотеїзм широко розвинувся у період Махабхарати і знайшов у ній відображення. Поширеним в індуїзмі був погляд, що Богові можна поклонятися під довільною постаттю (Sagun Brahman), яка є лише символом безособового Бога (Nirgun Brahman) — це вчення знаходить відображення в Бгаґават-Ґіті.
Пізніше сформувалися шиваїзм i вішнуїзм, прихильники цих сампрадая виділяли верховне божество — Ішвару, а решту вважали лище еманаціями верховного бога і не наділяли їх значною вагою. Для вішнуїтів єдиним богом є Вішну, а для шиваїтів — Шива.
Монотеїстичні концепції створювалися також і деякими індійськими філософами класичного періоду (напр. веданта, хоча інші вчення, такі як санкх'я були атеїстичними). Єдинобожжя властиве й пізнішим філософським вченням Індії.

### Монотеїзм у сикхізмі
Сикхізм так само робить акцент на єдності Бога і вважає, що поклонятися Богові можна під будь-яким іменем і в будь-якому образі (індуїстичному, мусульманському чи християнському), але самі сикхи звуть його Акал Пурах або Вагеґуру.